# 2008年夏季奥林匹克运动会科摩罗代表团
2008年夏季奥林匹克运动会科摩羅代表团参加了2008年8月8日至24日在中华人民共和国北京市主办的2008年夏季奥林匹克运动会。这是科摩罗自1996年夏季奥林匹克运动会后第四次参与奥运会。